# Qigai Co
Qigai Co (kinesiska: Qige Cuo, 齐格错) är en sjö i Kina. Den ligger i den autonoma regionen Tibet, i den sydvästra delen av landet, omkring 570 kilometer väster om regionhuvudstaden Lhasa. Qigai Co ligger 4 662 meter över havet. Arean är 20,3 kvadratkilometer. Trakten runt Qigai Co består i huvudsak av gräsmarker. Den sträcker sig 6,1 kilometer i nord-sydlig riktning, och 7,1 kilometer i öst-västlig riktning.
Genomsnittlig årsnederbörd är 537 millimeter. Den regnigaste månaden är juli, med i genomsnitt 133 mm nederbörd, och den torraste är december, med 10 mm nederbörd.